# 紅隊
红队是在軍事演習、網絡安全演習等領域中扮演敌人或竞争对手角色的群体，扮演己方角色的則稱作藍隊。

## 概說
在兵棋推演時，紅隊假設為敵方部隊，並站在敵方角色立場來思考作戰，紅隊成員中至少有一部分在演習前不能將身份告知藍隊。

## 反例
在共產國家的軍事演習中（例如蘇聯紅軍、中國人民解放軍），己方的顏色為紅軍，而敵方的顏色為藍軍，與西方國家己方藍軍、敵方紅軍相反。